# 雪丸梢
雪丸 梢（ゆきまる こずえ、1994年10月13日 - ）は、日本の元女子バレーボール選手。

## 来歴
鹿児島県鹿児島市出身。5人きょうだいの次女（兄、姉、弟2人がいる）。小学4年生のころ、姉の影響でバレーボールを始めた。
2017年2月1日、KUROBEアクアフェアリーズへ入団。同チーム在籍時は株式会社アイザックに所属していた。
2020年5月15日、チーム公式サイトにて同チームからの退団と選手としての引退が発表された。

## 所属チーム
- 天城町立天城小学校（天城スポーツ少年団）[1]
- 姶良市立重富中学校[1]
- 鹿児島県立錦江湾高等学校[1]
- 鹿屋体育大学[1]
- KUROBEアクアフェアリーズ #7（2017-2020年）[1]

## 個人成績
V.LEAGUEの個人成績は下記の通り（交流戦・プレーオフを含む）。
| 大会        | 所属        | 出場   | 出場     | アタック | アタック | アタック | アタック | バックアタック | バックアタック | バックアタック | バックアタック | アタック決定本数 | ブロック | ブロック   | サーブ | サーブ     | サーブ | サーブ | サーブ | サーブ | サーブレシーブ | サーブレシーブ | サーブレシーブ | 総得点 |
| ----------- | ----------- | ------ | -------- | -------- | -------- | -------- | -------- | -------------- | -------------- | -------------- | -------------- | ---------------- | -------- | ---------- | ------ | ---------- | ------ | ------ | ------ | ------ | -------------- | -------------- | -------------- | ------ |
| 大会        | 所属        | 試合数 | セット数 | 打数     | 得点     | 失点     | 決定率   | 打数           | 得点           | 失点           | 決定率         | セット平均       | 得点     | セット平均 | 打数   | ノータッチ | エース | 失点   | 効果   | 効果率 | 受数           | 成功           | 成功率         | 総得点 |
| V1 2019-20  | KUROBE      | 24     | 71       | 255      | 87       | 12       | 34.1     | 2              | 0              | 0              | 0.0            | 1.23             | 22       | 0.31       | 182    | 1          | 1      | 15     | 49     | 5.8    | 4              | 4              | 100.0          | 111    |
| V1 2018-19  | KUROBE      | 22     | 49       | 236      | 80       | 7        | 33.9     | 1              | 0              | 0              | 0.0            | 1.63             | 15       | 0.31       | 129    | 1          | 1      | 11     | 26     | 4.5    | 7              | 5              | 50.0           | 97     |
| VC1 2017/18 | KUROBE      | 18     | 33       | 160      | 70       | 8        | 43.8     | 0              | 0              | 0              | -              | 2.12             | 10       | 0.30       | 83     | 1          | 3      | 5      | 29     | 12.0   | 4              | 4              | 100.0          | 84     |
| VC1 2016/17 | KUROBE      | 2      | 0        | 0        | 0        | 0        | -        | 0              | 0              | 0              | -              | -                | 0        | -          | 0      | 0          | 0      | 0      | 0      | -      | 0              | 0              | -              | 0      |
| 通算：4大会 | 通算：4大会 | 66     | 153      | 651      | 237      | 27       | 36.4     | 3              | 0              | 0              | 0.0            | 1.55             | 47       | 0.31       | 394    | 3          | 5      | 31     | 104    | 6.7    | 15             | 13             | 76.7           | 292    |

## 出演

### YouTube
【公式】KUROBEアクアフェアリーズ 
- 「PPAP-2020-」KUROBEアクアフェアリーズ編

 とやまスポーツ応援バラエティリー!リー!リー! 
- アクアフェアリーズ初観戦Part2！！ドキドキの記者会見！まーし赤面で大ピンチ！？
- アクア×金本激突！焼肉デートをかけたレシーブ対決！サンダバ新選手紹介②
- 美女アスリート軍団 KUROBEアクアフェアリーズ初登場！サンダバ新選手紹介（2019年6月19日）

### ラジオ
AQUA BEAR 
| - 2017年01月03日 放送分 - 2017年04月27日 放送分 - 2017年08月17日 放送分 - 2017年09月14日 放送分 - 2017年10月26日 放送分 - 2017年12月14日 放送分 - 2018年03月29日 放送分 | - 2018年04月19日 放送分 - 2018年05月31日 放送分 - 2018年07月12日 放送分 - 2018年08月16日 放送分 - 2018年09月06日 放送分 - 2018年11月01日 放送分 - 2019年01月10日 放送分 | - 2019年03月07日 放送分 - 2019年04月11日 放送分 - 2019年05月09日 放送分 - 2019年06月13日 放送分 - 2019年08月22日 放送分 - 2019年09月19日 放送分 - 2019年10月17日 放送分 | - 2019年11月07日 放送分 - 2020年01月09日 放送分 - 2020年02月13日 放送分 - 2020年04月02日 放送分 - 2020年04月23日 放送分 |